# Giuliano di Piero de' Medici
Giuliano di Piero de' Medici (Florence, 28 oktober 1453 – aldaar, 26 april 1478) was medebestuurder van Florence en werd het slachtoffer van een moordaanslag tijdens de Pazzi-samenzwering.

## Biografie
Giuliano was de tweede zoon van Piero di Cosimo de' Medici en Lucrezia Tornabuoni. Als medebestuurder van Florence, samen met zijn broer Lorenzo, zette hij zich voornamelijk in als de patroon van de kunsten.
Tijdens de Pazzi-samenzwering werd hij door 19 messteken om het leven gebracht door Francesco de' Pazzi en Bernardo Bandini.
Van Giuliano is bekend, dat hij een buitenechtelijke zoon (Giulio) had bij zijn maîtresse Fioretta Gorini. Deze zoon zou later verkozen worden tot paus Clemens VII.
Giuliano ligt begraven in de Medici-kapel (samen met zijn broer Lorenzo) van de San Lorenzo basiliek, waarop een grafmonument van Michelangelo werd geplaatst.